# Aquidauana
Aquidauana là một đô thị thuộc bang Mato Grosso do Sul, Brasil. Đô thị này có diện tích 16958,496 km², dân số năm 2007 là 44904 người, mật độ 2,65 người/km².